# 15A busz (Budapest)
A budapesti 15A jelzésű autóbusz az Arany János utca és a Fővám tér között közlekedett. A vonalat a Budapesti Közlekedési Vállalat üzemeltette.

## Története
1948. szeptember 6-ától 15A jelzéssel a Ferenciek tere és a Szent István körút között közlekedett járat, mely később megszűnt. 1988. május 16-án újraindították a betétjáratot az Arany János utcai metróállomás és a Dimitrov (későbbi Fővám) tér között. 1989. március 1-jétől az Arany János utca felé hosszabb útvonalon, a Báthory utcában közlekedett. 1992. július 25-étől a Váci utca és a Fővám tér átalakítása miatt a rakpartról közvetlenül kanyarodott ki a Vámház körútra. Takarékossági okok miatt 1993. december 31-én megszüntették.

## Útvonala
| Fővám tér felé | Arany János utca felé |
| --- | --- |
| Arany János utca vá. – Bajcsy-Zsilinszky út – József Attila utca – Roosevelt tér – Apáczai Csere János utca – Március 15. tér – Belgrád rakpart – Fővám tér vá. | Fővám tér vá. – Vámház körút – Kálvin tér – Kecskeméti utca – Károlyi Mihály utca – aluljáró – Petőfi Sándor utca – Szervita tér – Bécsi utca – Erzsébet tér – Október 6. utca – Szabadság tér – Honvéd utca – Báthory utca – Bajcsy-Zsilinszky út – Arany János utca vá. |

## Megállóhelyei
| 0 | Arany János utca végállomás   | 11 | 72, 73                                        |
| 1 | József Attila utca            | ∫  | Millenniumi Földalatti Vasút 1, 4, 4, 16, 105 |
| ∫ | Bajcsy-Zsilinszky út          | 10 | 70, 72, 73, 78                                |
| ∫ | Hold utca                     | 10 |                                               |
| ∫ | Báthory utca                  | 9  | 15                                            |
| ∫ | Szabadság tér                 | 8  | 15                                            |
| ∫ | Arany János utca              | 7  | 15                                            |
| 3 | Hild tér (↓) Erzsébet tér (↑) | 6  | 2, 4, 15, 16, 105                             |
| 5 | Szende Pál utca               | ∫  | 2, 15                                         |
| 6 | Petőfi tér                    | ∫  | 2, 15 2, 2A                                   |
| 7 | Március 15. tér               | ∫  | 2, 5, 8, 8A, 15, 112, 116 2, 2A               |
| ∫ | Szervita tér                  | 5  | 2, 15                                         |
| ∫ | Ferenciek tere                | 4  | 2, 5, 7, 7A, 7, 8, 8A, 15, 78, 112, 116       |
| ∫ | Kálvin tér                    | 2  | 1, 9, 15 47, 49 83                            |
| 9 | Fővám tér végállomás          | 0  | 1, 2, 15 2, 2A, 47, 49 83                     |